# YARS2
YARS2 (англ. Tyrosyl-tRNA synthetase 2) – білок, який кодується однойменним геном, розташованим у людей на 12-й хромосомі. Довжина поліпептидного ланцюга білка становить 477 амінокислот, а молекулярна маса — 53 199.
| 10         |  | 20         |  | 30         |  | 40         |  | 50         |
| ---------- |  | ---------- |  | ---------- |  | ---------- |  | ---------- |
| MAAPILRSFS |  | WGRWSGTLNL |  | SVLLPLGLRK |  | AHSGAQGLLA |  | AQKARGLFKD |
| FFPETGTKIE |  | LPELFDRGTA |  | SFPQTIYCGF |  | DPTADSLHVG |  | HLLALLGLFH |
| LQRAGHNVIA |  | LVGGATARLG |  | DPSGRTKERE |  | ALETERVRAN |  | ARALRLGLEA |
| LAANHQQLFT |  | DGRSWGSFTV |  | LDNSAWYQKQ |  | HLVDFLAAVG |  | GHFRMGTLLS |
| RQSVQLRLKS |  | PEGMSLAEFF |  | YQVLQAYDFY |  | YLFQRYGCRV |  | QLGGSDQLGN |
| IMSGYEFINK |  | LTGEDVFGIT |  | VPLITSTTGA |  | KLGKSAGNAV |  | WLNRDKTSPF |
| ELYQFFVRQP |  | DDSVERYLKL |  | FTFLPLPEID |  | HIMQLHVKEP |  | ERRGPQKRLA |
| AEVTKLVHGR |  | EGLDSAKRCT |  | QALYHSSIDA |  | LEVMSDQELK |  | ELFKEAPFSE |
| FFLDPGTSVL |  | DTCRKANAIP |  | DGPRGYRMIT |  | EGGVSINHQQ |  | VTNPESVLIV |
| GQHILKNGLS |  | LLKIGKRNFY |  | IIKWLQL    |  |            |  |            |

A: Аланін

C: Цистеїн

D: Аспарагінова кислота

E: Глутамінова кислота

F: Фенілаланін

G: Гліцин

H: Гістидин

I: Ізолейцин

K: Лізин

L: Лейцин

M: Метіонін

N: Аспарагін

P: Пролін

Q: Глутамін

R: Аргінін

S: Серин

T: Треонін

V: Валін

W: Триптофан

Кодований геном білок за функціями належить до лігаз, аміноацил-трнк-синтетаз. 
Задіяний у таких біологічних процесах, як біосинтез білків, ацетилювання. 
Білок має сайт для зв'язування з АТФ, нуклеотидами. 
Локалізований у мітохондрії.